# (612578) 2003 QR91
2003 QR91, também escrito como 2003 QR91, é um objeto transnetuniano (TNO) que está localizado no cinturão de Kuiper, uma região do Sistema Solar. Ele é classificado como um cubewano. O mesmo possui uma magnitude absoluta de 6,5 e tem um diâmetro estimado com cerca de 207 km, por isso é pouco provável que possa ser classificado como um planeta anão, devido ao seu tamanho relativamente pequeno. Este corpo celeste é um sistema binário, o outro componente, o S/2007 (2003 QR91) 1, possui um diâmetro estimado em cerca de 189 km.

## Descoberta
2003 QR91 foi descoberto no dia 24 de agosto de 2003 pelo astrônomo Marc W. Buie através do Observatório de Cerro Tololo que está situado em La Serena, Chile.

## Órbita
A órbita de 2003 QR91 tem uma excentricidade de 0,180 e possui um semieixo maior de 46,352 UA. O seu periélio leva o mesmo a uma distância de 38,007 UA em relação ao Sol e seu afélio a 54,698 UA.